# Sukhoi Su-2
El Sujói Su-2 (en ruso: Сухой Су-2) fue un avión bombardero ligero y de reconocimiento soviético utilizado en las primeras fases de la Segunda Guerra Mundial. Fue el primer avión diseñado por Pável Sujói. El diseño básico recibió una actualización de motor y armamento (Su-4), y fue modificado para cubrir los cometidos de avión de ataque a tierra (ShB).

## Diseño y desarrollo
En 1936, Iósif Stalin publicó un requisito por un avión de combate multipropósito. Con el nombre en clave «Ivanov», el avión tenía que ser capaz de realizar tareas de reconocimiento y posteriormente atacar los objetivos que hubiera localizado. Pável Sujói estaba trabajando en la Oficina de Diseño Túpolev (Túpolev OKB) en ese momento, y diseñó el avión «Ivanov» bajo la tutela del diseñador Andréi Túpolev. El ANT-51 resultante voló el 25 de agosto de 1937 con el piloto Mijaíl Gromov a los mandos. Propulsado por un motor radial Shvetsov M-62 refrigerado por aire de 610 kW (820 hp), el ANT-51 alcanzó los 403 km/h a 4700 m.
Esto se consideró insuficiente, pero dado que el diseño básico era sólido, se decidió volver a probarlo con un motor más potente. Equipado con un motor Tumansky M-87 de 746 kW (1000 hp), el ANT-51 alcanzó los 468 km/h a 5600 m y fue aceptado en producción como BB-1 (en ruso: Ближний Бомбардировщик, romanizado: Blizhniy Bombardirovschik, «bombardero de corto alcance»). En 1940, el avión pasó a llamarse Su-2 y el motor M-87, poco fiable, fue reemplazado por un Tumansky M-88. Esta versión ligera con un motor M-88B alcanzó una velocidad de 512 km/h en las pruebas.
El Su-2 era de construcción mixta. El fuselaje era semi-monocasco con vigas de madera recubiertas de madera contrachapada. Las alas eran de construcción en duraluminio y acero, con superficies de control recubiertas de tela y accionadas por varillas. El piloto y el artillero estaban protegidos por planchas de acero de 9 mm de grosor. El tren de aterrizaje convencional era retráctil, incluida la rueda de cola.
Construido en serie desde 1940 hasta 1942, se produjeron un total de 910 aviones Su-2 y sería el mayor éxito de Sujói durante décadas. La aeronave destacaba por una estructura de la cabina amplia que mejoraba el campo de visión del piloto, y una bodega de bombas interna que disminuía el rozamiento con el viento y ayudaba a mejorar, por tanto, la velocidad del caza. Este modelo sirvió de base para el diseño de los aviones de asalto blindados Su-6 y Su-8, además del caza Su-1. El éxito de la aeronave llevó a que el equipo de ingenieros liderados por Sujói consiguiera independizarse como oficina de diseño y trasladarse a la fábrica de construcción aeronáutica n.º 135 en Járkov, en la República Socialista Soviética de Ucrania.

## Historia operacional

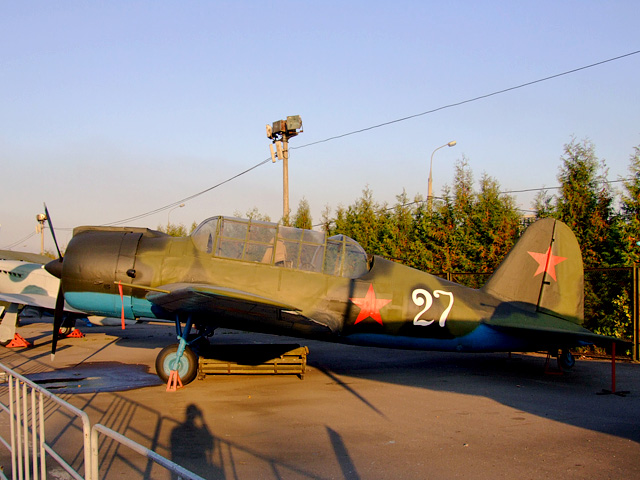
Sukhoi Su-2 en el Museo de la Gran Guerra Patriótica de Moscú.

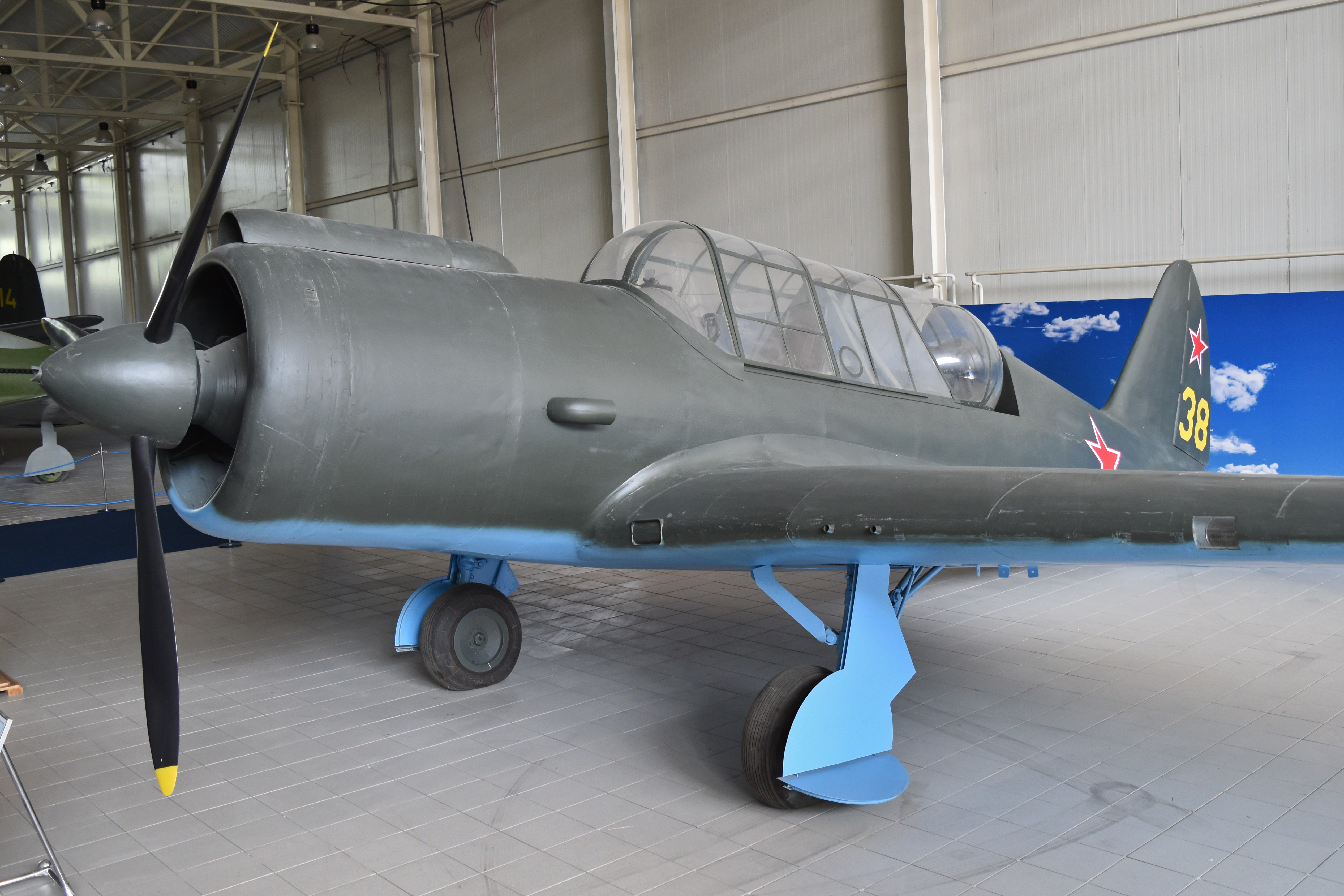
Sukhoi Su-2 en el Museo Central de la Fuerza Aérea en Mónino, cerca de Moscú.

Aunque se habían construido un total de 910 Su-2 cuando se interrumpió la producción en la primavera de 1942, el avión estaba obsoleto y subarmado al comienzo de la Gran Guerra Patria. En combate, los escuadrones de aviones de ataque terrestre de Su-2 sufrieron grandes pérdidas contra los alemanes, con unos 222 aviones destruidos. A partir de 1942, el Su-2 fue retirado de la línea del frente y reemplazado por los bombarderos Ilyushin Il-2, Petliakov Pe-2 y Túpolev Tu-2. El Su-2 fue relegado a un papel secundario de entrenamiento y reconocimiento. Sin embargo, debido a la escasez crítica de aviones a principios de la Segunda Guerra Mundial, algunos Su-2 se utilizaron como cazas de emergencia.
En varios momentos durante la Gran Guerra Patria, los aviones Su-2 fueron pilotados por veintisiete pilotos que posteriormente recibieron el título de Héroe de la Unión Soviética, incluidos Mijaíl Odintsov y Grigori Sivkov, que fueron honrados con el título dos veces.

### Comparación de la tasa de pérdidas
Aunque el Su-2 ha sido criticado por la cantidad de pérdidas que sufrió, su tasa de pérdidas se compara favorablemente contra otros aviones de ataque utilizados por la Fuerza Aérea Soviética en la Segunda Guerra Mundial.
| Modelo         | Número medio de misiones realizadas antes de la pérdida |
| -------------- | ------------------------------------------------------- |
| Su-2           | 80                                                      |
| Pe-2           | 54                                                      |
| Il-2 (biplaza) | 26                                                      |
| A-20           | 19                                                      |
| Il-2           | 13                                                      |

## Variantes

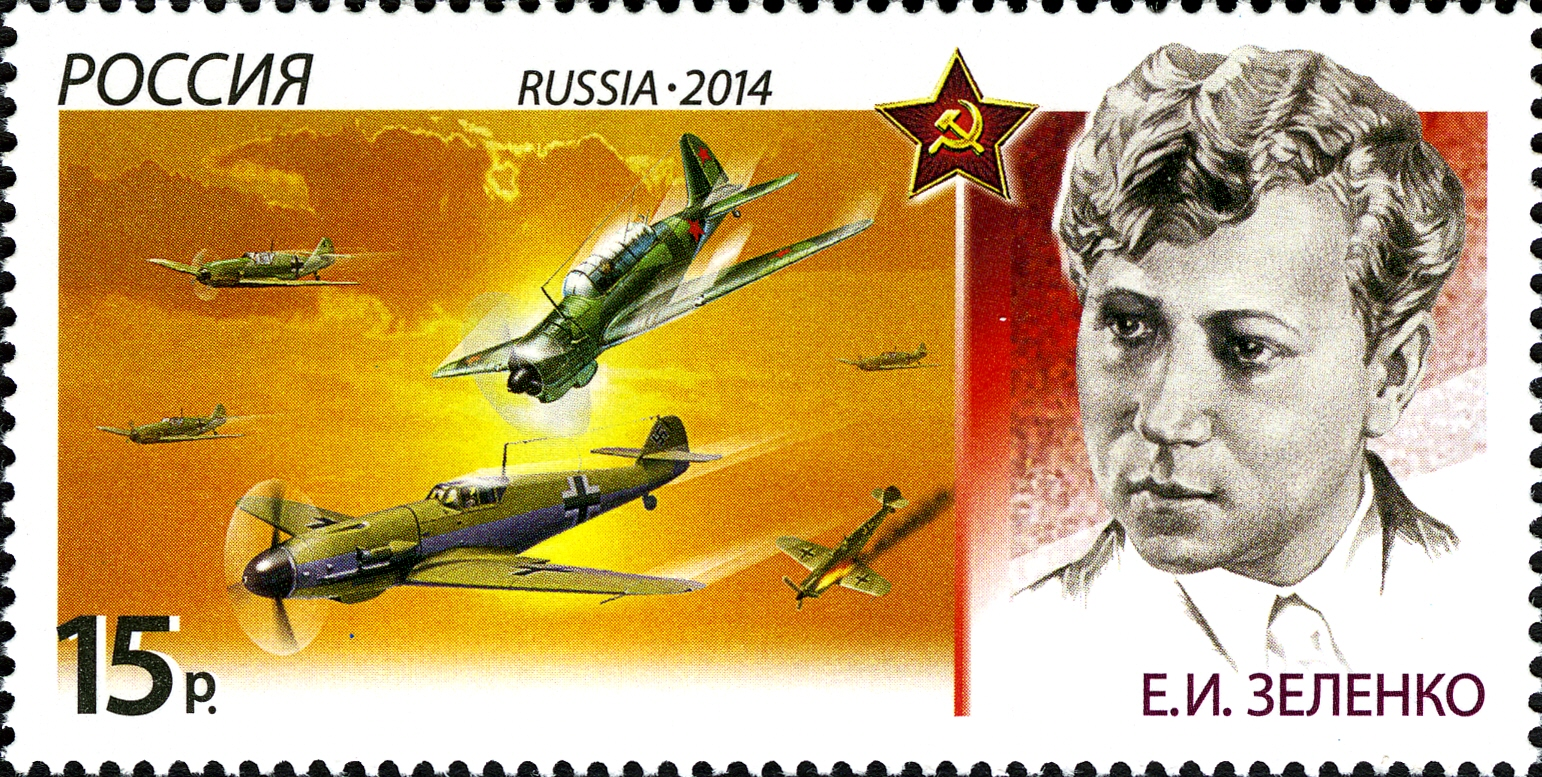
Sello postal ruso de 2014 que representa el Su-2 pilotado por Ekaterina Zelenko embistiendo a un caza alemán Messerschmitt Bf 109.

Su-2 (BB-1)
Bombardero ligero biplaza, avión de reconocimiento. Designación original BB-1.
ShB
Versión propuesta de ataque al suelo con un motor M-88A y tren de aterrizaje modificado que giraba 90° antes de retraerse hacia atrás en las alas (como el Curtiss P-40 estadounidense). La carga de bombas se incrementó a 600 kg. Creado en 1940, el avión no entró en producción debido a la disponibilidad del Ilyushin Il-2.
Su-4
Versión mejorada, originalmente diseñada para utilizar el motor Urmin M-90 con 1565 kW (2100 hp), pero luego equipada con un Shvetsov M-82 (algunos Su-2 también fueron equipados con el motor M-82). Debido a la escasez de duraluminio, los elementos estructurales de las alas fueron fabricados de madera con recubrimiento de contrachapado. El armamento de las alas se cambió de cuatro ametralladoras ShKAS de 7,62 mm a dos ametralladoras Berezin UB de 12,7 mm. Se construyó y probó un prototipo, pero esta versión mejorada no entró en producción.

## Operadores
Unión Soviética
- Fuerza Aérea Soviética

## Especificaciones (Su-4)
Referencia datos: Istoriia konstruktskii samoletov v SSSR, 1938–1950

### Características generales
- Tripulación: Dos (piloto y artillero)
- Longitud: 10,5 m (34,3 ft)
- Envergadura: 14,3 m (46,9 ft)
- Altura: 3,8 m (12,3 ft)
- Superficie alar: 29 m² (312,2 ft²)
- Peso vacío: 3220 kg (7096,9 lb)
- Peso cargado: 4700 kg (10 358,8 lb)
- Planta motriz: 1× motor radial de 14 cilindros en dos filas refrigerado por aire Shvetsov M-82.
  - Potencia: 1000 kW (1379 HP; 1360 CV)
- Capacidad de combustible: 1240 l

### Rendimiento
- Velocidad máxima operativa (Vno): 485 km/h (301 MPH; 262 kt) en altitud
- Alcance: 1100 km (594 nmi; 684 mi)
- Techo de vuelo: 8400 m (27 559 ft)
- Tiempo a altitud: 5000 m (16 000 pies) en 9 min 48 s

### Armamento
- Ametralladoras: 

  - 6 × ShKAS de 7,62 mm (4 en las alas, 1 en la torreta trasera, 1 en la escotilla del suelo)
- Bombas: Hasta 600 kg en bodega interna y soportes subalares
- Cohetes: 

  - 10 × RS-82

## Aeronaves relacionadas

### Desarrollos relacionados
- Sukhoi Su-6

### Aeronaves similares
- Junkers Ju 87D
- Douglas SBD Dauntless
- Kawasaki Ki-32
- Mitsubishi Ki-51
- Fairey Battle
- Ilyushin Il-2

### Secuencias de designación
- Secuencia ANT-_ (interna de Túpolev): ← ANT-43 - ANT-44 - ANT-46 - ANT-51 - ANT-53 - ANT-58
- Secuencia Su-_ (interna de Sujói): Su-1 - Su-2 - Su-3 - Su-4 - Su-5 - Su-6 - Su-7 (1944) →
- Secuencia BB-_ (Bombarderos de Corto Alcance soviéticos, 1923-1940): BB-1 - BB-2 - BB-3 - BB-22/bis